# Condado de Twin Falls
O Condado de Twin Falls é um dos 44 condados do Estado americano do Idaho. A sede do condado é Twin Falls, que é também a sua maior cidade. O condado tem uma área de 4995 km² (dos quais 9 km² estão cobertos por água), uma população de 64 284 habitantes, e uma densidade populacional de 12,9 hab/km² (segundo o censo nacional de 2000). O condado foi fundado em 1907. Recebeu o seu nome a partir de uma catarata no rio Snake.